# Andrewsornis abbotti
Andrewsornis abbotti — вид нелітаючих викопних птахів родини фороракосових (Phorusrhacidae), що існував в олігоцені та ранньому міоцені в Південній Америці. Викопні рештки птаха знайдені у відкладеннях формації Аква-де-ла-П'єдра в Аргентині.

## Історія відкриття
Рештки птаха було виявлено у 1923 році американським палеонтологом Джоном Бернардом Аботтом. Описані у 1941 році Браяном Паттерсоном. Голотип складається з неповного черепа, нижньої щелепи, проксимальної частини коракоїда, кігтя і другого пальця ноги. Рід Andrewsornis названо на честь палеонтолога Чарльза Вільяма Ендрюса. Видова назва вшановує автора знахідки решток.

## Опис
Зовні вид схожий на Phorusrhacos, але має плоскіший череп та вузчий дзьоб. Нижня щелепа завдовжки 39 см. Відомий кіготь завдовжки 6 см.